# Síndrome da ansiedade esquiva
A síndrome de ansiedade-esquiva é um dos padrões básicos de alteração de comportamento em crianças. Inclui comportamentos como timidez, medo, depressão e formas de relacionamento esquivo com os outros. Consiste em uma preocupação excessiva e abrangente, acompanhada por sintomas somáticos, causando comprometimento significativo no funcionamento social e/ou ocupacional, ou acentuado sofrimento para o indivíduo. Prevalência anual varia de 3-8% da população.
A permanente expectativa de ser ridicularizada, criticada, ou rejeitada coloca a pessoa todo o tempo à beira de sofrer crises de ansiedade. Então ela desenvolve um esquema permanente de autoproteção contra a ansiedade.
Alguns sinais e sintomas são encontrados nessas pessoas. Às vezes os sintomas predominam e o transtorno passa despercebido pela maioria das pessoas com as quais mantém contato (porque os sintomas são subjetivos):
- Tendem a viver sozinhas;
- Contatos com família e amigos podem ser prazerosos, mas somente por um curto período de tempo (minutos ou horas), pois a ansiedade pode começar a rondar a qualquer momento;
- Evitam contatos com estranhos. São extremamente gentis quando tais contatos ocorrem e fazem todo o possível para torná-los breves;
- Desenvolvem pelo menos uma fobia (por animais ou objetos) cuja origem conecta-se com as primeiras ocorrências de crises de ansiedade em situações sociais. O animal ou objeto associado a tais situações desencadeia a ansiedade, a qual assume características fóbicas;
- São consciente de que abdicaram de certas experiências na vida para evitar o sofrimento;
- Frequentemente fantasiam acerca de situações que evitam e que gostariam de vivenciar – em suas fantasias excluem os estímulos que poderiam provocar ansiedade;
- Podem ser profissionalmente bem sucedidas, mas certamente poderiam ter mais sucesso se não dessem as costas para outras oportunidades que aparecem.[2]